# Анічков Дмитро Сергійович
Дмитро́ Сергі́йович Ані́чков (1733 — 12 травня 1788) — російський просвітитель, професор філософії та математики Московського університету.
Захищаючи традиції М. В Ломоносова в галузі філософії, А. зосередив увагу на дослідженні трьох проблем: психо-фізичної; походження релігії та реліг. забобонів; природи, змісту і форми людського [пізнання]. Висновки А. суперечили церк. вченню, і це викликало проти нього нагінки з боку Синоду.
Основна праця А. — «Філософічні міркування про початок та походження богошанування…» (1769).